# Thornton Freeland
Thornton Freeland (Hope, 10 febbraio 1898 – Fort Lauderdale, 22 maggio 1987) è stato un regista e sceneggiatore statunitense.

## Biografia
Nato a Hope, nel Nord Dakota, Thornton Freeland cominciò la sua carriera cinematografica come assistente alla regia in On the Stroke of Three nel 1924 e Drusilla with a Million nel 1925. Nel 1926, fu assistente alla produzione per The Bat di Roland West. Nel 1929, firma la sua prima regia, Three Live Ghosts.
Girò 26 film come regista fino al 1949, lavorando anche in Gran Bretagna dove si stabilì negli anni '30 e 40. Tra i suoi film, forse il suo più conosciuto è Carioca dove recitarono (e ballarono) insieme per la prima volta Ginger Rogers e Fred Astaire.
È stato sposato con l'attrice e cantante statunitense June Clyde.

## Filmografia

### Regista
- Three Live Ghosts (1929)
- Be Yourself! (1930)
- Whoopee! (1930)
- Six Cylinder Love (1931)
- The Secret Witness (1931)
- The Unexpected Father (1932)
- Love Affair (1932)
- Week-end Marriage (1932)
- They Call It Sin (1932)
- Carioca (Flying Down to Rio) (1933)
- Il paradiso delle stelle (George White's Scandals), co-regia di Harry Lachman e George White (1934)
- Brewster's Millions (1935)
- Gentiluomo dilettante (The Amateur Gentleman) (1936)
- Accusata (Accused) (1936)
- Skylarks (1936)
- Jericho (1937)
- Paradiso per due (Paradise for Two) (1937)
- Hold My Hand (1938)
- I gioielli della corona (The Gang's All Here) (1939)
- So This Is London (1939)
- Nel mondo della luna (Over the Moon) (1939)
- Marry the Boss's Daughter  (1941)
- Duello all'alba (Meet Me at Dawn) (1947)
- Brass Monkey (1948)
- Dear Mr. Prohack (1949)